# Topliss-Schemata
Die Topliss-Schemata werden in der Synthese und Optimierung von Wirkstoffen verwendet. Sie sind Vorschläge, in welcher Reihenfolge Analoga der Ausgangssubstanz hergestellt und getestet werden sollen, um möglichst schnell zu möglichst wirksamen Derivaten zu kommen. Diese Schemata wurden seit 1972 von John G. Topliss entwickelt. Es wird unterschieden zwischen dem Topliss-Entscheidungsbaum (engl. Topliss tree, Topliss' decision tree) und dem Topliss-Schema (engl. Topliss scheme, Topliss batchwise scheme).
Beide Ansätze basieren darauf, dass im Wesentlichen drei Parameter des Substituenten Einfluss auf die biologische Aktivität der Substanz haben:
- π, ein Maß für die Hydrophobie der Substanz, z. B. aus dem logP
- σ, die Hamett-Konstante, ein Wert für den elektronischen Einfluss eines Substituenten
- ES, der sterische Einfluss eines Substituenten nach Taft

## Topliss-Entscheidungsbaum
Für die Topliss-Entscheidungsbäume werden einzelne Substanzen nacheinander synthetisiert und ihre biologische Aktivität getestet. Dabei wird jeweils verglichen, ob die neue Substanz aktiver (more aktive, M), gleich aktiv (equiactive, E) oder weniger aktiv (less active, L) ist. Welche Substanz als Nächstes synthetisiert und getestet werden könnte, wird dann anhand des Schemas entschieden. Einen solchen Entscheidungsbaum gibt es sowohl für Benzol-basierte als auch für Alkylreste.

### Aromatische Verbindungen
Topliss-Entscheidungsbaum für aromatische Substituenten
rot=weniger aktiv; gelb=gleich aktiv; grün=aktiver; grau=kein Aktivitätssprung

### Alkylketten
Topliss-Entscheidungsbaum für Seitenketten
rot=weniger aktiv; gelb=gleich aktiv; grün=aktiver; grau=kein Aktivitätssprung

## Topliss-Schema
Da die Wirkstoffoptimierung mit Topliss-Entscheidungsbäumen aufgrund der Linearität des Prozesses immer noch mit hohem Zeitaufwand verbunden ist, entwickelte Topliss 1977 einen nochmals verbesserten Ansatz, bei dem immer 5 Substanzen mit stark verschiedenen Substituenten parallel auf ihre biologische Aktivität getestet werden. Diese 5 Substanzen werden dann jeweils gemäß ihrer Aktivität sortiert und anhand der Reihenfolge entschieden, welche 5 anderen Substanzen als zweiter Satz (batch) synthetisiert und getestet wird. Jedem Fünfer-Satz von Testsubstanzen kann ein Parameter-Set zugeordnet werden.
|             | Parameter | Parameter | Parameter | Parameter | Parameter | Parameter | Parameter | Parameter | Parameter | Parameter |
| Substituent | π         | 2π-π2     | σ         | -σ        | π+σ       | 2π-σ      | π-σ       | π-2σ      | π-3σ      | E4        |
| ----------- | --------- | --------- | --------- | --------- | --------- | --------- | --------- | --------- | --------- | --------- |
| 3,4-Cl2     | 1         | 1-2       | 1         | 5         | 1         | 1         | 1-2       | 3-4       | 5         | 2-5       |
| 4-Cl        | 2         | 1-2       | 2         | 4         | 2         | 2-3       | 3         | 3-4       | 3-4       | 2-5       |
| 4-CH3       | 3         | 3         | 4         | 2         | 3         | 2-3       | 1-2       | 1         | 1         | 2-5       |
| 4-OCH3      | 4-5       | 4-5       | 5         | 1         | 5         | 4         | 4         | 2         | 2         | 2-5       |
| H           | 4-5       | 4-5       | 3         | 3         | 4         | 5         | 5         | 5         | 3-4       | 1         |

Aus der so ermittelten Parameterabhängigkeit lässt sich ein neuer Satz Substituenten ablesen, die hergestellt und getestet werden sollten.
| Parameter      | neue Substituenten                                                       |
| -------------- | ------------------------------------------------------------------------ |
| π, π+σ, σ      | 3-CF3, 4-Cl; 3-CF3, 4-NO2; 4-CF3; 2,4-Cl2; 4-c-C5H9; 4-c-C6H11           |
| π, 2π-σ, π-σ   | 4-CH(CH3)2; 4-C(CH3)3; 3,4-(CH3)2; 4-O(CH2)3CH3; 4-OCH2Ph; 4-N(C2H5)2    |
| π-2σ, π-3σ, -σ | 4-N(C2H5)2; 4-N(CH3)2; 4-NH2; 4-NHC4H9; 4-OH; 4-OCH(CH3)2; 3-CH3, 4-OCH3 |
| 2π-π2          | 4-Br; 3-CF3; 3,4-(CH3)2; 4-C2H5; 4-O(CH2)2CH3; 3-CH3, 4-Cl               |
|                | 3-Cl; 3-CH3; 3-OCH3; 3-N(CH3)2; 3-CF3; 3,5-Cl2                           |
| ortho-Effekt   | 2-Cl; 2-CH3; 2-OCH3; 2-F                                                 |
| weitere        | 4-F; 4-NHCOCH3; 4-NHSO2CH3; 4-NO2; 4-COCH3; 4-SO2CH3; 4-CONH2; 4-SO2NH2  |

## Anwendung
Die Topliss-Schemata wurden bereits bei der Synthese von Cadmium-Chelatoren, von Benzofuroxanen gegen Staphylococcus aureus oder antitrypanosomalen 1,4-disubstituierten Triazolen eingesetzt.